# Saint-Sulpice-de-Roumagnac
Saint-Sulpice-de-Roumagnac è un comune francese di 216 abitanti situato nel dipartimento della Dordogna nella regione della Nuova Aquitania.

## Società

### Evoluzione demografica
Abitanti censiti